# Danmarks Ambassade i Bruxelles
Danmarks ambassade i Bruxelles er Danmarks største udenlandske repræsentation og ligger i hjertet af EU's hovedstad. Ambassaden blev etableret i 1952 og er ansvarlig for at fremme danske interesser i Belgien, Luxembourg og Vatikanstaten.
Ambassaden arbejder tæt sammen med danske ministerier, virksomheder og organisationer for at styrke Danmarks position og indflydelse i EU. Ambassaden repræsenterer Danmark i en række af EU's institutioner og arbejder for at påvirke beslutningsprocesserne i EU på områder som handel, klima, energi, sikkerhed og flygtninge- og migrationspolitik.
Ambassaden er også ansvarlig for at fremme det danske kulturliv i Belgien og Luxembourg og arbejder tæt sammen med danske kunstnere, musikere, forfattere og teatergrupper for at skabe kulturelle arrangementer og udvekslinger.
Derudover er ambassaden ansvarlig for at bistå danske borgere i Belgien og Luxembourg og canadiske borgere med visum- og pas ansøgninger, konsulære sager og andre henvendelser.
Ambassadens ansvarsområde inkluderer også NATO-hovedkvarteret, hvor Danmark har en betydelig militær tilstedeværelse, og ambassaden arbejder tæt sammen med NATO og de andre allierede landes ambassader i Bruxelles.
Ambassaden ledes af en ambassadøren Susanne Shine siden 2024 og består af en række afdelinger, herunder politisk afdeling, økonomisk afdeling, handelsafdeling, konsulær afdeling og en kulturel afdeling. Ambassaden beskæftiger både danske og lokale medarbejdere og samarbejder tæt med andre danske repræsentationer i Bruxelles, herunder Danmarks EU-repræsentation og Danmarks NATO-repræsentation.